# Acanthinodera
Acanthinodera is een kevergeslacht uit de familie van de boktorren (Cerambycidae). De wetenschappelijke naam van het geslacht werd voor het eerst geldig gepubliceerd in 1835 door Hope.

## Soorten
Acanthinodera is monotypisch en omvat slechts de volgende soort:
- Acanthinodera cumingii (Hope, 1833)

Acanthinodera in de [http://dpc.uba.uva.nl/inventarissen/ubainv274 Iconographia Zoologica